# 卡西利亞斯 (危地馬拉)
14°25′N 90°15′W / 14.417°N 90.250°W
卡西利亞斯（西班牙語：Casillas），是危地馬拉的城鎮，位於該國南部，由聖羅薩省負責管轄，面積185平方公里，海拔高度1,080米，2002年人口20,400，人口密度每平方公里110.27人。